# بئاتریس امر
بئاتریس امر (به فرانسوی: Béatrice Hammer) نویسنده قرن بیستم میلادی اهل فرانسه است.